# Krampegöl
Krampegöl är en sjö i Sävsjö kommun i Småland och ingår i Emåns huvudavrinningsområde. Sjön är 5 meter djup, har en yta på 0,025 kvadratkilometer och är belägen 247 meter över havet.